# I-Testament
I-Testament – piąty album studyjny Capletona, jamajskiego wykonawcy muzyki reggae i dancehall.
Płyta została wydana 9 września 1997 roku wspólnym nakładem wytwórni African Star Records oraz Rush Associated Labels (za dystrybucję w USA odpowiadała nowojorska wytwórnia Def Jam Recordings). Produkcją nagrań zajęli się Herbie Miller oraz Ian Allen.
13 grudnia 1997 roku album osiągnął 3. miejsce w cotygodniowym zestawieniu najlepszych albumów reggae magazynu Billboard (ogółem był notowany na liście przez 16 tygodni).

## Lista utworów
1. "Raggy Road"
2. "Divide & Rule (Interlude)"
3. "Babylon A Use Dem Brain" feat. Sizzla
4. "East Coast To the West Coast" feat. Kenneth Scranton
5. "Old & the Young"
6. "Hurts My Heart"
7. "Original Man" feat. Q-Tip
8. "Escape the Judgement (Interlude)"
9. "Nah Bow Do Now"
10. "Steep Mountain"
11. "Mark of the Beast" feat. Big Youth
12. "No Man Can Save No Man"
13. "Movin' On"
14. "Ready To Shout"
15. "Death Row"
16. "Stop the Coming"
17. "Love the One You're With"
18. "Free Our Minds (Interlude)"